# 巴什基尔国立医科大学
巴什基尔国立医科大学（俄语：Башкирский Государственный медицинский университет）是位于俄罗斯联邦巴什科尔托斯坦共和国乌法的一所国立大学，也是巴什科尔托斯坦共和国医学和制药科学中心。该大学成立于1932年，直属于俄罗斯联邦卫生部。校园建筑总面积约15万平方米，下设儿科系、预防医学与微生物学系、口腔医学系、药学系等多个院系，为中俄医科大学联盟创始成员之一。

## 历史
1932年3月25日，根据俄罗斯苏维埃联邦社会主义共和国人民委员会第289号决议，巴什基尔国立医学研究所成立。起初，该医学研究所只有普通医学院一个院系，后来创建了儿科系、预防医学学院（后更名为预防医学和微生物学系）、口腔医学系、药学院等院系。1995年6月23日，根据俄罗斯联邦委员会第953号和俄罗斯联邦卫生部第209号的命令，巴什基尔国立医学研究所更名为巴什基尔国立医科大学。2010年10月12日，乌法医学院合并入巴什基尔州立医科大学。2017年，巴什基尔州立医科大学迎来了85周年校庆。

## 校园环境
建筑的总面积超过15.2万平方公尺，其中教学区、实验室空间约7万平方公尺；设有69个临床中心，总面积超过20万平方公尺；拥有自己的诊所，每年有超过22000名患者接受治疗；并设有疗养院、运动场、宿舍等。该大学通过各种融资，购买了价值超过1亿卢布的设备，并于2012年设立模拟中心。当地的学生、居民、医生等都可以到模拟中心接受培训。

## 对外交流
截至2018年，前往巴什基尔国立医科大学学习的留学生来自26个国家，共有230多人。另外，该大学还跟中华人民共和国的多所大学开展了学术合作，并与德国、哈萨克斯坦、土耳其和美国的多所医学院和医疗中心签订了合同。
2014年，中华人民共和国和俄罗斯联邦的46所医科大学共同成立中俄医科大学联盟，巴什基尔国立医科大学为创始成员之一。每年有超过150名学生和教师到其他地方进行长时间的学术交流。2015年，巴什基尔国立医科大学与哈尔滨医科大学签订合作协议，前者的部分博士生可以到后者继续学习，并有机会学习汉语，就读联合博士（3年）和硕士+博士（4年）课程。2018年11月，该校有17名学生正在哈尔滨医科大学学习，还有一些学生则被派往四川大学学习。
2017年到2018年，巴什基尔国立医科大学先后派出访问团，到吉林大学、哈尔滨医科大学、北京大学人民医院等地进行了交流。巴什基尔国立医科大学学术委员会还授予哈尔滨医科大学校长杨宝峰“名誉教授”称号。2018年11月8日，哈尔滨医科大学也授予巴什基尔国立医科大学校长瓦连京·巴甫洛夫（俄语：Валентин Павлов）“名誉教授”称号。